# Ernst von Apfaltern
Ernst von Apfaltern (* 12. März 1720 in Wien; † 14. Oktober 1767 in Steyr) war ein österreichischer Jesuit und Philosoph.

## Leben
Ernst von Apfaltern entstammte der Familie derer von Abfaltern (Adelsgeschlecht), die bereits seit dem 9. Jahrhundert in Krain lebte. 1675 war Ernsts Vorfahre Ferdinand Ernst von Apfaltern von Leopold I. mit der Familie in den Freiherrenstand erhoben worden.
Von Apfaltern trat schon in frühen Jahren in den Jesuitenorden ein. Seit 1748 fungierte er als Dekan der philosophischen Fakultät der Universität Wien.

## Werke
- Scriptores Universitatis Viennensis ordine chronologico propositi. Pars. I. Saeculum I ab origine universitatis ad annum 1463 (Wien/Kaliwoda 1740)